# Prichard Colón
Prichard Colón Meléndez (Maitland, Florida, 19 de septiembre de 1992) es un exboxeador profesional Puertoriqueño. Entre sus logros, destaca haber sido campeón mundial honorario del CMB y ganador de la medalla de oro en el Campeonato Panamericano Juvenil de 2010 en la categoría de 64kg. 
En 2015, después de un combate contra el punto de Terrel Williams, Colón se desplomó en el vestuario y permaneció en coma durante 221 días debido a una hemorragia cerebral. Permaneció en un estado vegetativo persistente, aunque a menudo estaba despierto. Posteriormente despertó y recibe fisioterapia. Utiliza una silla de ruedas motorizada y un dispositivo de comunicación.

## Biografía

### Primeros años
Prichard nació en Maitland (Florida). Sus padres son Nieves y Richard Colón, un militar retirado. A la edad de 10 años, su familia decidió mudarse a Puerto Rico, por lo que Prichard podría representar a la isla en competiciones. La familia se estableció en el pueblo rural de Orocovis, Puerto Rico.
Comenzó su carrera en el Albergue Olímpico en Salinas, Puerto Rico. Fue allí donde se ganó el sobrenombre de "Digget", que proviene de la palabra "excavador" en relación con su altura. Después de graduarse de la escuela secundaria, Colón comenzó a estudiar Administración de Empresas en la Universidad del Sagrado Corazón en San Juan, Puerto Rico.
Durante su carrera de aficionado, Colón ganó fama por ganar 5 campeonatos nacionales. En las divisiones de 141 y 152 libras. También ganó la medalla de oro en el Campeonato Panamericano Juvenil 2009. Luchó en las Preolímpicas de Brasil para ganar un pase a los Juegos Olímpicos de verano de 2012 en Londres, pero perdió contra un luchador venezolano en la tercera ronda.
En 2012, Colón decidió convertirse en un luchador profesional. Terminó su carrera amateur con un récord de 170-15.

### Carrera de boxeo
Debutó profesionalmente el 23 de febrero de 2013. Su primera pelea fue contra Xavier LaSalle en el Cosme Beitía Salamo Coliseum en Cataño, Puerto Rico. Colón noqueó a LaSalle en la primera ronda. Colón se distinguió por su agitado horario. Luchó cinco veces en 2013 y 7 veces en 2014. Su pelea más notable fue el 9 de septiembre de 2015 cuando luchó contra Vivian Harris, un luchador más experimentado. La pelea se llevó a cabo en el Ricoh Coliseum en Toronto, Ontario, Canadá, y terminó con Colón noqueando a Harris en la cuarta ronda.
El 17 de octubre de 2015, Colón estaba programado para luchar contra Terrell Williams en una pelea de tarjeta no principal en el EagleBank Arena en Fairfax, Virginia. La pelea no fue originalmente parte del cronograma, pero se agregó cuando Andre Dirrell salió de su pelea con Blake Caparello por razones médicas. La pelea ocurrió solo un mes después de la última pelea de Colón contra Vivian Harris.

### Daño cerebral
Colón y Williams lucharon en nueve rondas de las cuales, Colón estaba por delante en las cinco primeras. Durante el combate, Williams golpeó repetidas veces la parte posterior de la cabeza de Colón, siendo esto ilegal al ser considerado este movimiento como un golpe de conejo. Colón informó al árbitro sobre lo sucedido, sin embargo, este último no le dio importancia.[cita requerida] Colón golpeó a Williams en las partes bajas, por lo que fue penalizado con 2 puntos. Después de múltiples golpes ilegales, Colón fue noqueado por primera vez en su carrera profesional durante la novena ronda. Colón hablaba con el médico que se encontraba en un lado del ring entre rondas, indicando que se sentía mareado pero que podía continuar. Colón fue descalificado después de la novena ronda, cuando su second removió sus guantes por error pensando que era el final de la pelea. El second de Colón dijo que él estaba mareado e incoherente. Después de la pelea, vomitaba y fue llevado al hospital donde le diagnosticaron una hemorragia cerebral. Como resultado, Colón entró en coma por 221 días.
Colón fue tratado durante varias semanas en el Hospital Inova Fairfax en Virginia, pero fue transferido al Centro Shepherd en Atlanta, Georgia. Finalmente, fue trasladado a la casa de su madre en Orlando, Florida. Desde abril de 2017, Colón ha permanecido en un estado vegetativo persistente.
En 2017, los padres de Colón realizaron una demanda judicial por $50 millones de dólares debido a los daños ocasionados. Sin embargo, la demanda no ha sido resuelta aún.
En una entrevista de septiembre de 2017, mientras se discutía su participación en la pelea, Terrell Williams dijo:

"Yo rezo por Prichard todos los días. Eso nunca va a cambiar. Deseo para él salud y paz. Nadie desea para otro lo que le sucedió a Prichard. Todos los boxeadores son hermanos."

En julio de 2018, la madre de Colón publicó en su cuenta de Facebook un video en el que se lo ve a tomando terapia física y respondiendo a comandos verbales.[cita requerida] Además, publicó que su hijo estaba aprendiendo a comunicarse a través de un computador. Ella continúa subiendo videos del progreso de Colón a Youtube.

## Récord
| Récord profesional | Récord profesional | Récord profesional |
| 17 peleas          | 16 Victorias       | 1 Derrota          |
| Nocaut             | 13                 | 0                  |
| Decisión           | 3                  | 0                  |
| Descalificación    | 0                  | 1                  |
| Empates            | 0                  | 0                  |
| ------------------ | ------------------ | ------------------ |

| Resultado | Récord | Rival                   | Método | Asalto - Tiempo | Fecha                    | Localización                                                  | Notas                                                          |
| Derrota   | 16–1   | Terrell Williams        | DQ     | 9 (10)          | 17 de octubre de 2015    | EagleBank Arena, Fairfax, Virginia                            | Resultó con derrame cerebral que lo dejó en estado vegetativo. |
| Victoria  | 16–0   | Vivian Harris           | KO     | 4 (6), 1:03     | 11 de septiembre de 2015 | Coliseo Ricoh, Toronto, Canadá Ontario                        |                                                                |
| Victoria  | 15–0   | Michael Finney          | KO     | 2               | 1 de agosto de 2015      | Barclays Center , Brooklyn, Nueva York, EE. UU.               |                                                                |
| Victoria  | 14–0   | Daniel Calzada          | TKO    |                 | 11 de abril de 2015      | Barclays Center , Brooklyn, Nueva York, EE. UU.               |                                                                |
| Victoria  | 13–0   | Héctor Muñoz            | UD     |                 | 31 de enero de 2015      | 2300 Arena , Filadelfia, Pensilvania, EE. UU.                 |                                                                |
| Victoria  | 12–0   | Christopher Degollado   | UD     |                 | 11 de septiembre de 2014 | Hard Rock Hotel and Casino , Las Vegas , Nevada, EE. UU.      |                                                                |
| Victoria  | 11–0   | Lenwood Dozier          | UD     |                 | 9 de agosto de 2014      | Barclays Center , Brooklyn, Nueva York, EE. UU.               |                                                                |
| Victoria  | 10–0   | Carlos García Hernández | TKO    |                 | 19 de junio de 2014      | Coliseo Rubén Rodríguez , Bayamón, Puerto Rico.               |                                                                |
| Victoria  | 9–0    | Javier García           | TKO    |                 | 28 de abril de 2014      | Coliseo Rubén Rodríguez , Bayamón, Puerto Rico.               |                                                                |
| Victoria  | 8–0    | Shad Howard             | TKO    |                 | 15 de marzo de 2014      | Coliseo Rubén Rodríguez, Bayamón, Puerto Rico.                |                                                                |
| Victoria  | 7–0    | José Vidal Soto         | TKO    |                 | 25 de enero de 2015      | Gimnasio Manuel Toribio, Jacagua.                             |                                                                |
| Victoria  | 6–0    | Víctor Moya             | TKO    |                 | 19 de enero de 2014      | Arena del Masacre, Loma de Cabrera , República Dominicana.    |                                                                |
| Victoria  | 5–0    | Jonathan García         | RTD    |                 | 21 de diciembre de 2013  | Coliseo Cosme Beitía Salamo, Cataño, Puerto Rico.             |                                                                |
| Victoria  | 4–0    | Juan Ramón Santos       | TKO    |                 | 7 de diciembre de 2013   | Coliseo Pedro Julio Nolasco, La Romana, República Dominicana. |                                                                |
| Victoria  | 3–0    | Jorge Burgos            | TKO    |                 | 9 de noviembre de 2013   | Coliseo Pedro Julio Nolasco, La Romana, República Dominicana. |                                                                |
| Victoria  | 2–0    | Patrick Thomas          | TKO    |                 | 23 de marzo de 2013      | Templo del santuario de Bahía, Orlando, Florida, EE. UU.      |                                                                |
| Victoria  | 1–0    | Xavier Lasalle          | KO     |                 | 23 de febrero de 2013    | Coliseo Cosme Beitía Salamo, Cataño, Puerto Rico.             | Debut profesional                                              |